# Chapelle Saint-Michel-du-Palais
La chapelle Saint-Michel du Palais est une église disparue de Paris, située dans l'ancien Palais de justice sur l'île de la Cité. 

## Situation
La chapelle donnait sur l'ancienne rue de la Barillerie, au sud-est de la Sainte-Chapelle. Elle était située au niveau du no 8 de l'actuel boulevard du Palais.

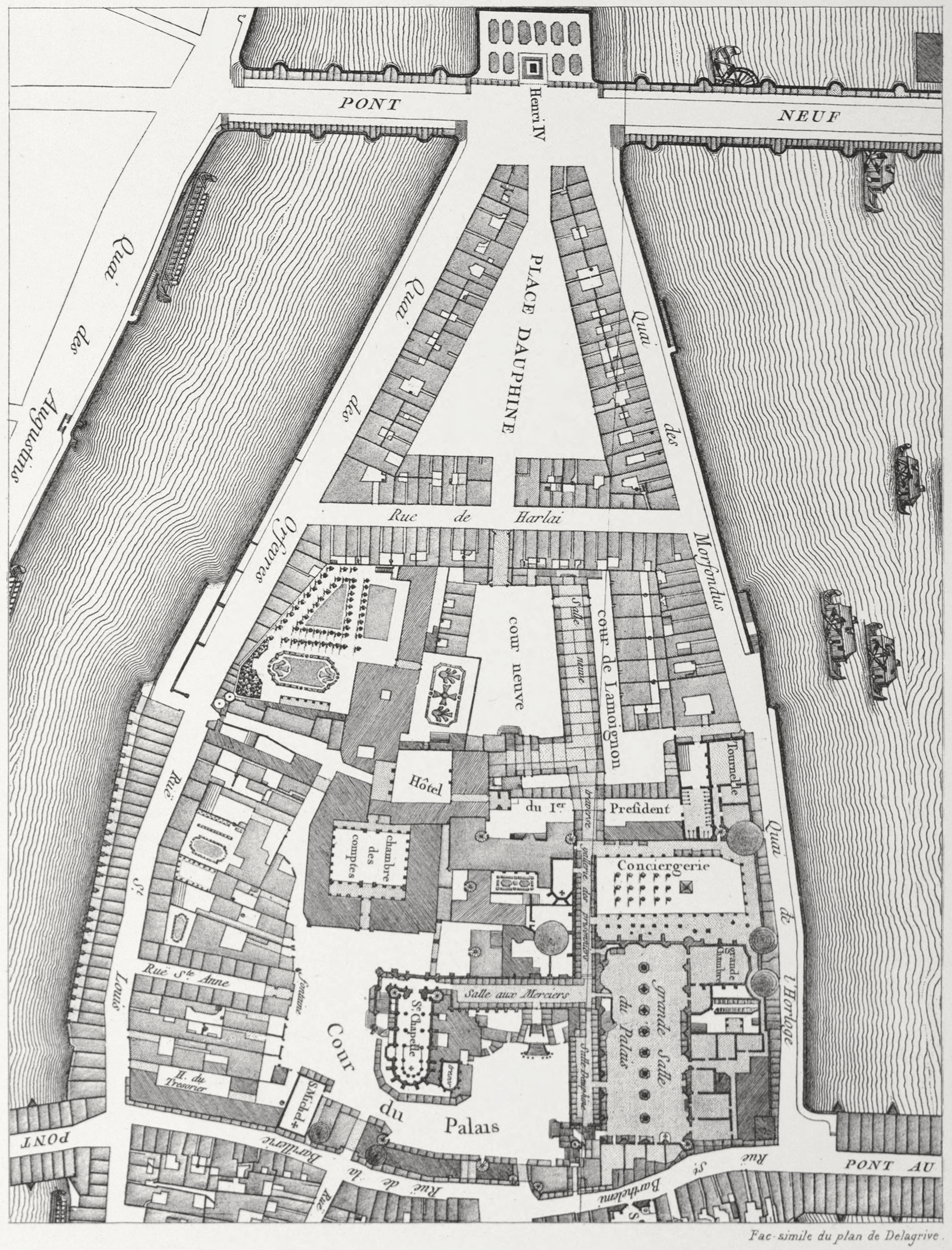
La chapelle sur le plan de la partie ouest de l'île de la Cité en 1754.

## Histoire
Elle est mentionnée pour la première fois à la fin du Xe siècle, quand elle accueille les chanoines qui occupent précédemment Saint-Barthélemy : ces chanoines doivent quitter leur église en 965 après la venue de moines bretons apportant avec eux de nombreuses reliques, et le culte de saint Magloire. 
Au XIIe siècle, la chapelle est proche du palais de la Cité, mais ne se retrouve dans son enceinte qu'à partir du XIVe siècle.
Elle sert à l'occasion au baptême des princes de France, comme Philippe Auguste, baptisé par Maurice de Sully le 22 août 1165.
Des chanoines de la Sainte-Chapelle sont inhumés dans la chapelle Saint-Michel, surtout au XIVe siècle : le premier chantre nommé par le roi en 1337, Gilles de Condé ; le trésorier Arnoult de Grandpont en 1373 ; le traducteur de Charles V, Jean Daudin en 1382 ; Pierre de Beaune auprès de son maître Arnoult de Grandpont en 1387 ; Jean Faissier en 1395 et un autre chantre, Michel de Fontaines, auprès de ses parents en 1403.
En 1424, elle donne son nom au pont Saint-Michel.
Sous l'Ancien Régime, elle accueille la confrérie des pâtissiers, ainsi que celle des sergents du guet. Elle est finalement détruite en 1784 pour permettre l'élargissement et l’alignement de la rue de la Barillerie,.

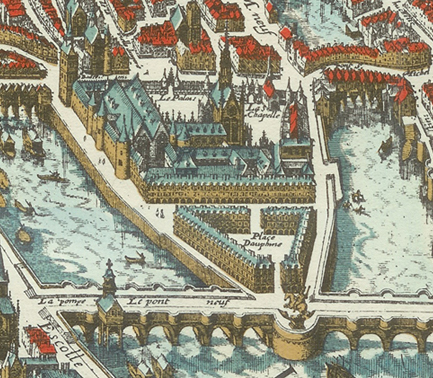
Le palais et la chapelle sur le plan de Mérian en 1615.
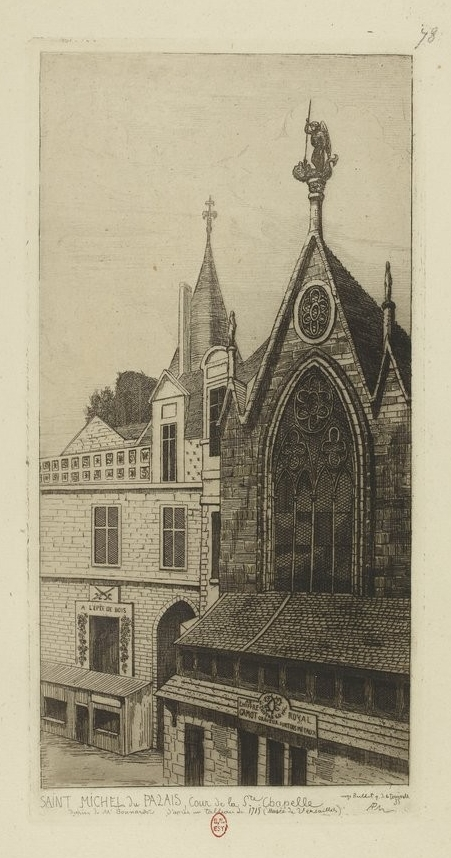
Estampe du XIXe siècle d'après un tableau de 1715.